# حزب الثورة الديمقراطية
حزب الثورة الديمقراطية (بالإسبانية: Partido de la Revolución Democrática )‏ هو حزب سياسي مكسيكي، أسس في 5 مايو 1988، يقع مقره في مدينة مكسيكو، أمينه العام هو Beatriz Mojica Morga ‏، وقد تم تأسيسه بواسطة Cuauhtémoc Cárdenas ‏.

## أعضاء بارزون
- كود سباركل
- تحديث القائمة

- لويس إيشيفيريا
- آنا جيبارا
- Cuauhtémoc Cárdenas Solórzano
- Marcelo Ebrard (2000 - 2015)
- Margarita Zavala Calderon
- Marcela Lagarde
- Gisela Mota Ocampo
- María Rojo
- Irma Serrano
- إستر أوروزكو